# Maria Luiza Hohenzollern-Sigmaringen
Maria Luiza Aleksandra Karolina (ur. 17 listopada 1845 w Sigmaringen; zm. 26 listopada 1912 w Brukseli), księżniczka Hohenzollern-Sigmaringen, hrabina Flandrii.

## Życiorys
Maria Luiza była córką księcia Karla Antona von Hohenzollern-Sigmaringen i jego żony - Józefiny Badeńskiej. Była siostrą króla Rumunii - Karola I i królowej Portugalii - Stefanii.
Wyszła za mąż za Filipa Koburga, hrabiego Flandrii, późniejszego następcę tronu Belgii (syna Leopolda I Koburga, króla Belgów i Ludwiki Marii Orleańskiej). Ślub odbył się 25 kwietnia 1867 w Berlinie. Małżeństwo Marii Luizy okazało się bardzo szczęśliwe.
Zmarła w wieku 67 lat, w Belgii. Została pochowana w brukselskim kościele Liebfrauenkirche.

## Dzieci
- Baldwin Leopold (1869–1891),
- Henrietta Maria (1870–1948),
- Józefina Maria (1870–1871),
- Józefina Karolina (1872–1958),
- Albert I Koburg (1875–1934), król Belgów.